# مركز البحوث والدراسات والتوثيق والاعلام حول المرأة
مركز البحوث والدراسات والتوثيق والاعلام حول المرأة واختصار الكريديف (بالفرنسية: Centre de recherches, d'études, de documentation et d'information sur la femme)‏ هو مركز أبحاث متخصص حول حقوق المرأة في تونس.

الكريديف هي مؤسسة عمومية غير إدارية أسست بمقتضى القانون عدد 78 المؤرخ في 7 أغسطس 1990 ويقع تحت إشراف وزارة شؤون المرأة.

## المهام
يهدف الكريديف للمساهمة في النهوض بأوضاع المرأة في تونس:
- القيام ببحوث ودراسات وتقارير ومحاضرات حول أوضاع المرأة التونسية.
- جمع البيانات حول أوضاع المرأة التونسية.
- توفير المعلومات حول حقوق المرأة التونسية وحول مشاركتها في الحياة العامة والسياسية.
- تقديم الاستشارة حول القضايا ذات الصلة بالمرأة والتنمية إلى مختلف الجهات الحكومية والهيئات.
- المشاركة في أعمال مختلف اللجان الوطنية وتوجيه الاختيارات السياسية في ضوء نتائج البحوث الميدانية قصد دعم دور المرأة في مسار التنمية.
- وضع بنوك معطيات على ذمة المستفيدين قصد توفير المعلومة حول المرأة التونسية وتفعيل مشاركتها في الحياة السياسية العامة.
- العمل على مأسسة النوع الاجتماعي.

## المديرات العامات
- 1 يناير 1990-10 مايو 1996: سكينة بوراوي.
- 11 مايو 1996-13 أغسطس 1999: زكية بوعزيز.
- 14 أغسطس 1999-17 ديسمبر 2003: بوثينة قريبع.
- 18 ديسمبر 2003-31 يناير 2010: سعيدة الرحموني.
- 25 مارس 2010-1 يوليو 2011: إيمان بالهادي.
- 10 أكتوبر 2011-2 سبتمبر 2013: دلندة الأرقش.
- 20 نوفمبر 2013-31 ديسمبر 2014: رشيدة التليلي السلواتي.
- منذ 13 أبريل 2015: دلندة الأرقش.

## مقالات ذات صلة
- حقوق المرأة في تونس
- مجلة الأحوال الشخصية

## روابط خارجية
- الموقع الرسمي.